# Avstrijsko-nizozemski odnosi
Med Avstrijo in Nizozemskoso vzpostavljeni medsebojni zunanji odnosi. Avstrija ima veleposlaništvo v Haagu in dva častna konzulata (v Amsterdamu in Rotterdamu). Nizozemska ima veleposlaništvo na Dunaju in šest častnih konzulatov (v Bludenzu, Innsbrucku, Gradcu, Celovcu, Salzburgu in Linzu ). Obe državi sta polnopravni članici Evropske unije .